# Cuboro

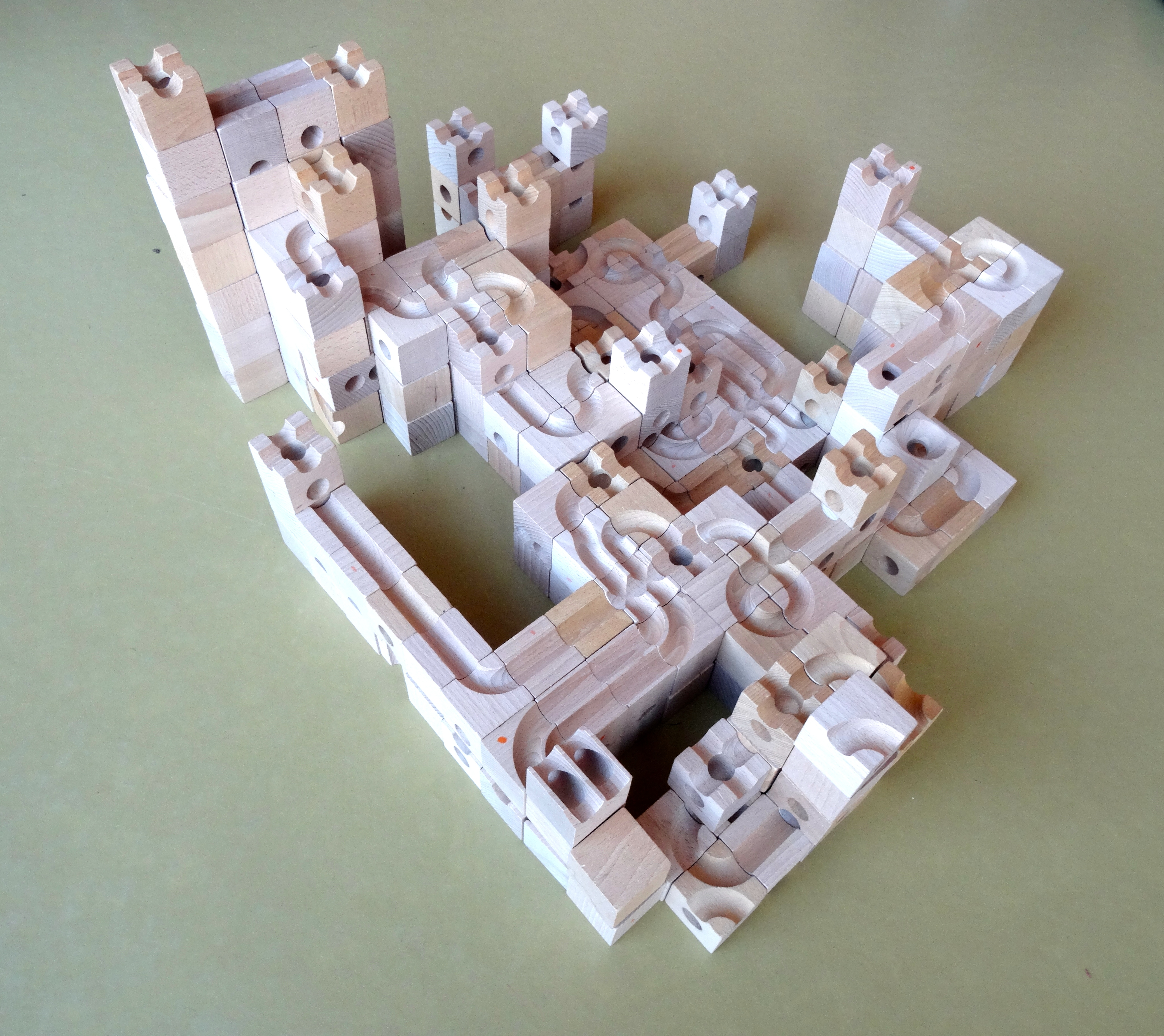
Kulbana av Cuborokuber

Cuboro AG är ett schweiziskt träleksaksföretag, som grundades 1997 av Matthias Etter.
Huvudprodukten är kulbanan "cuboro", som byggs upp av olika bearbetade träklossar. Den baseras på kubformade klossar av bok med utfrästa rännor på utsidan eller borrade tunnlar. Dessa är raka, rundade eller vinklade. Klossarna har sidan fem centimeter och finns i fler än 120 olika utföranden. 

## Historik
Cuboro utvecklades av specialpedagogen Matthias Etter i hans arbete med handikappade barn under 1970-talet i Bern, som ett enkelt pedagogiskt lekverktyg med sex former av träkuber. Det började marknadsföras från 1985 med tolv olika slags klossar som familjeleksak under namnet Konstrito. Företaget Cuboro bildades 1997 och har sin tillverkning på snickeriet "Schreinerei Nyfeler" i Gondiswil i kantonen Bern.
Cuboro blev mycket populär i Japan 2017 genom den då 14-årige rekordunge shogispelaren på professionell nivå Sōta Fujiis omnämnande. Han berättade i ett dokumentärprogram om honom på TV i januari 2017 att han som liten hade tyckt om bygga sådana kulbanor, och hans mamma visade foton med avancerade konstruktioner som Sōta Fujii gjort vid tre års ålder.

## Exempel på klossar

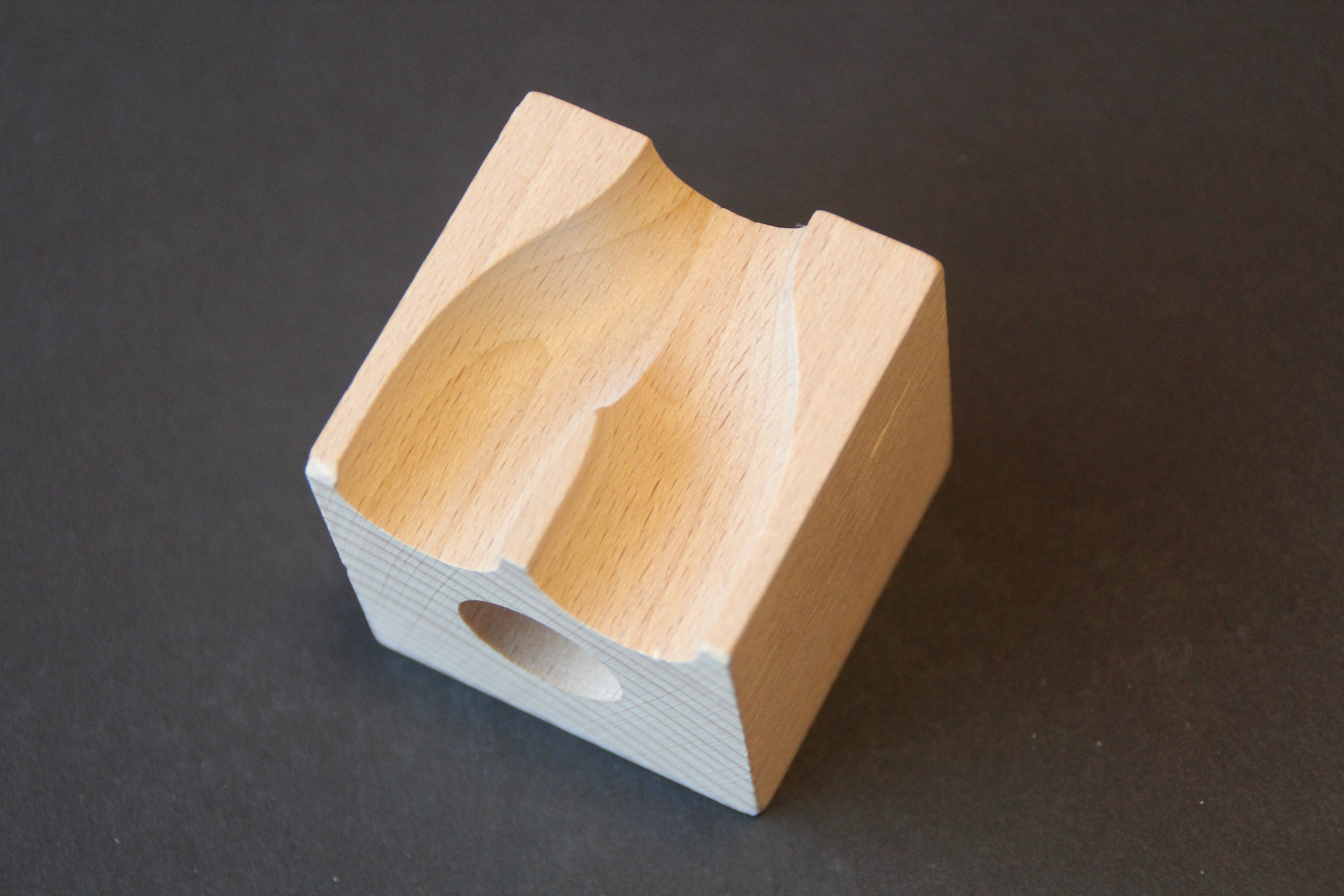
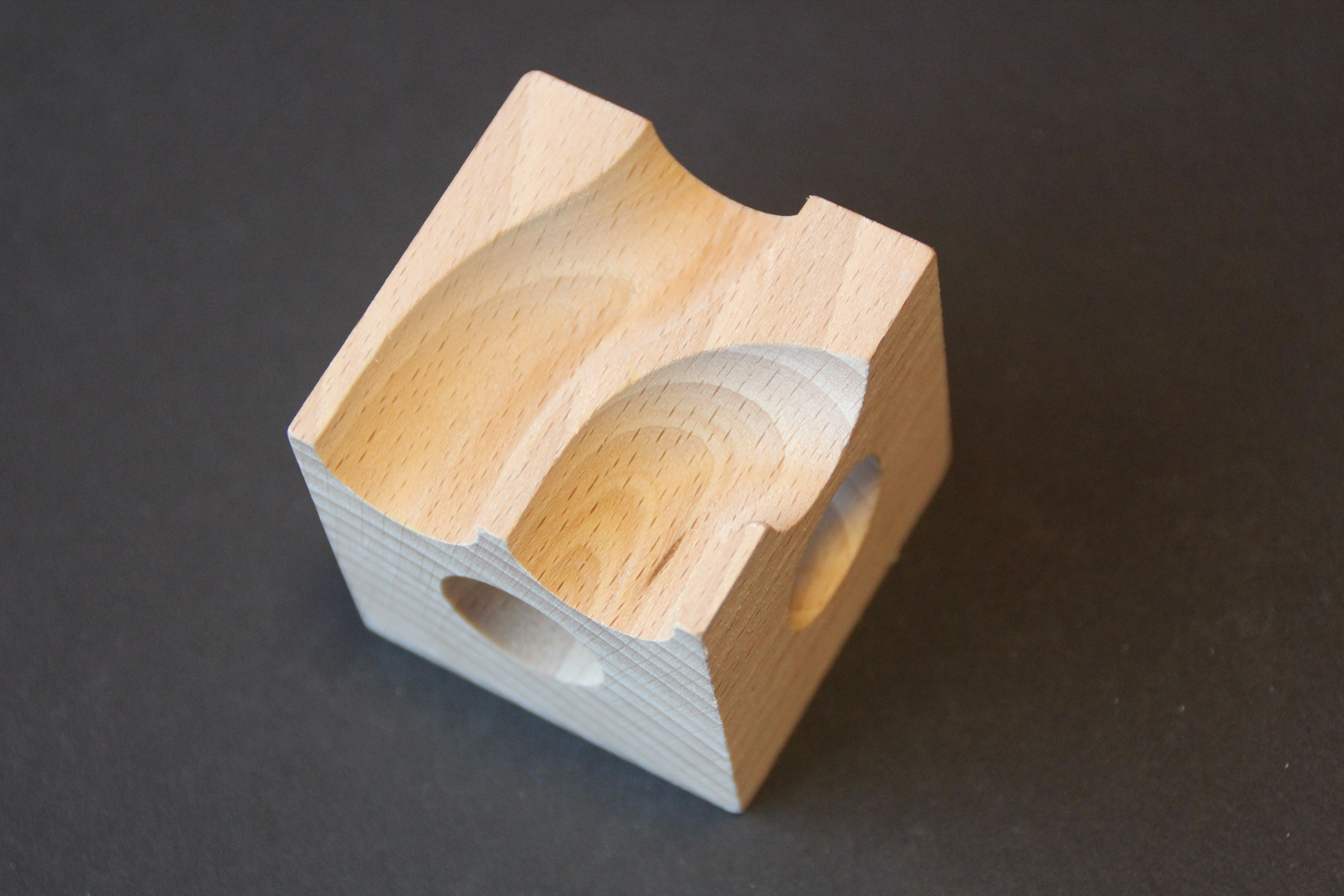
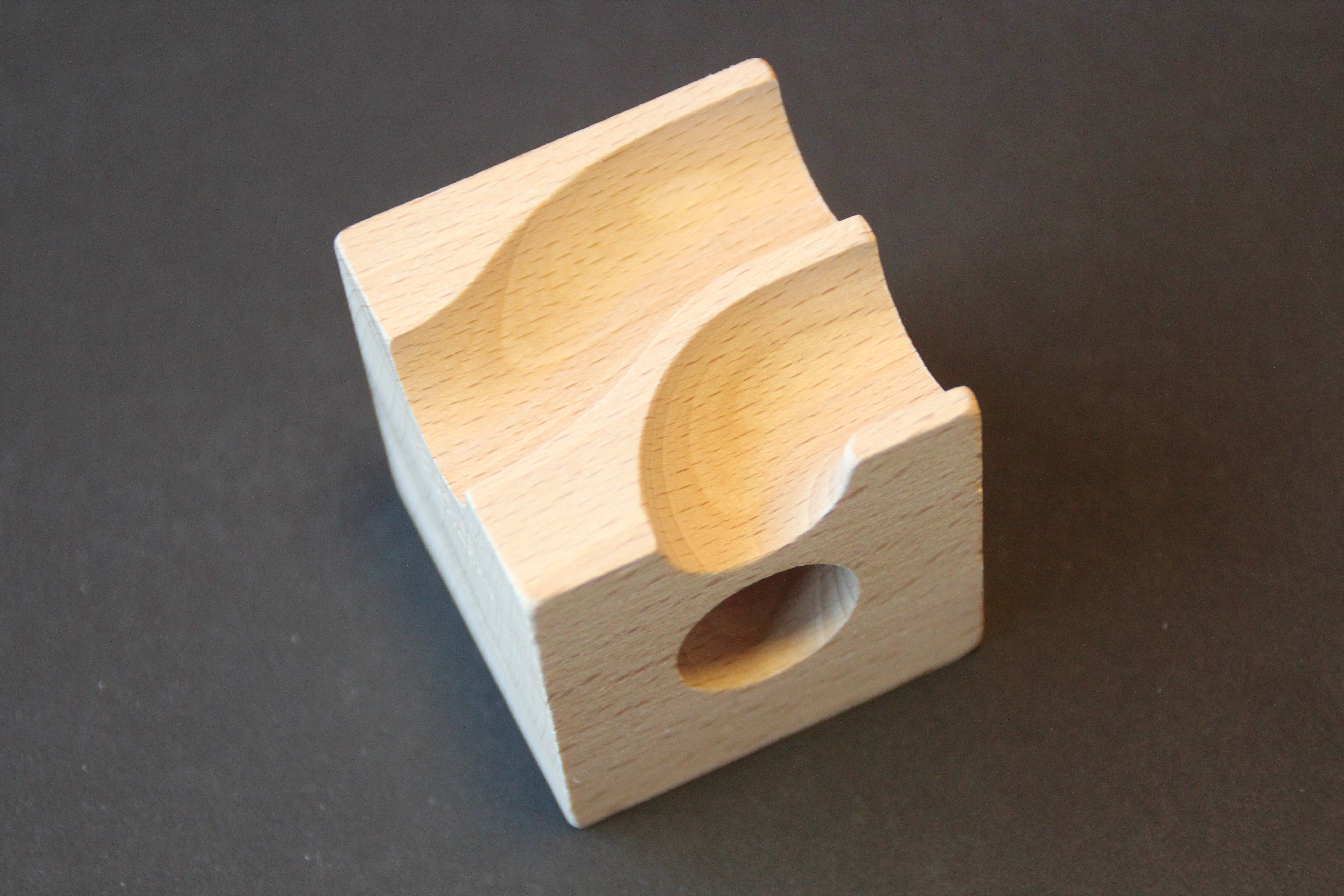
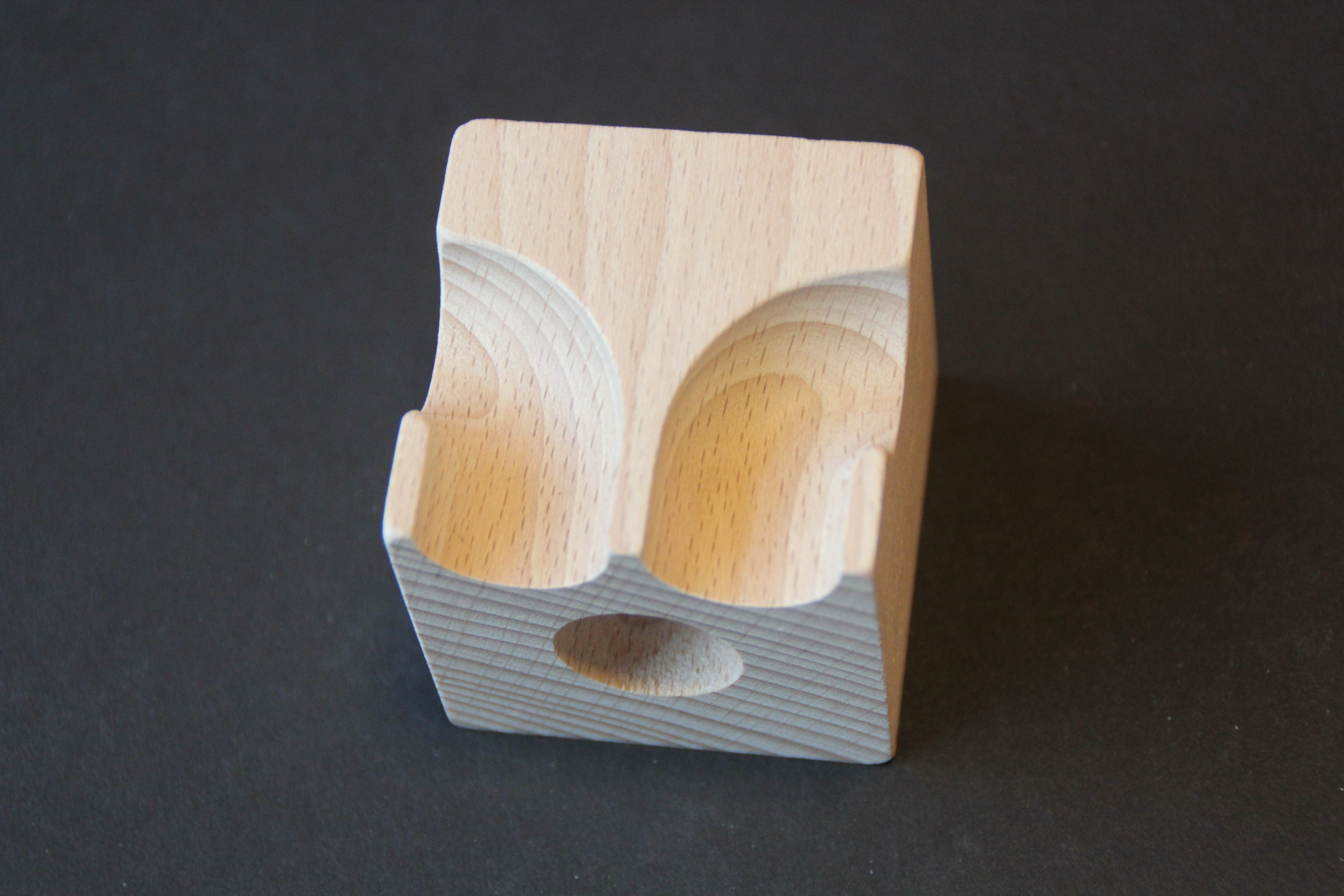
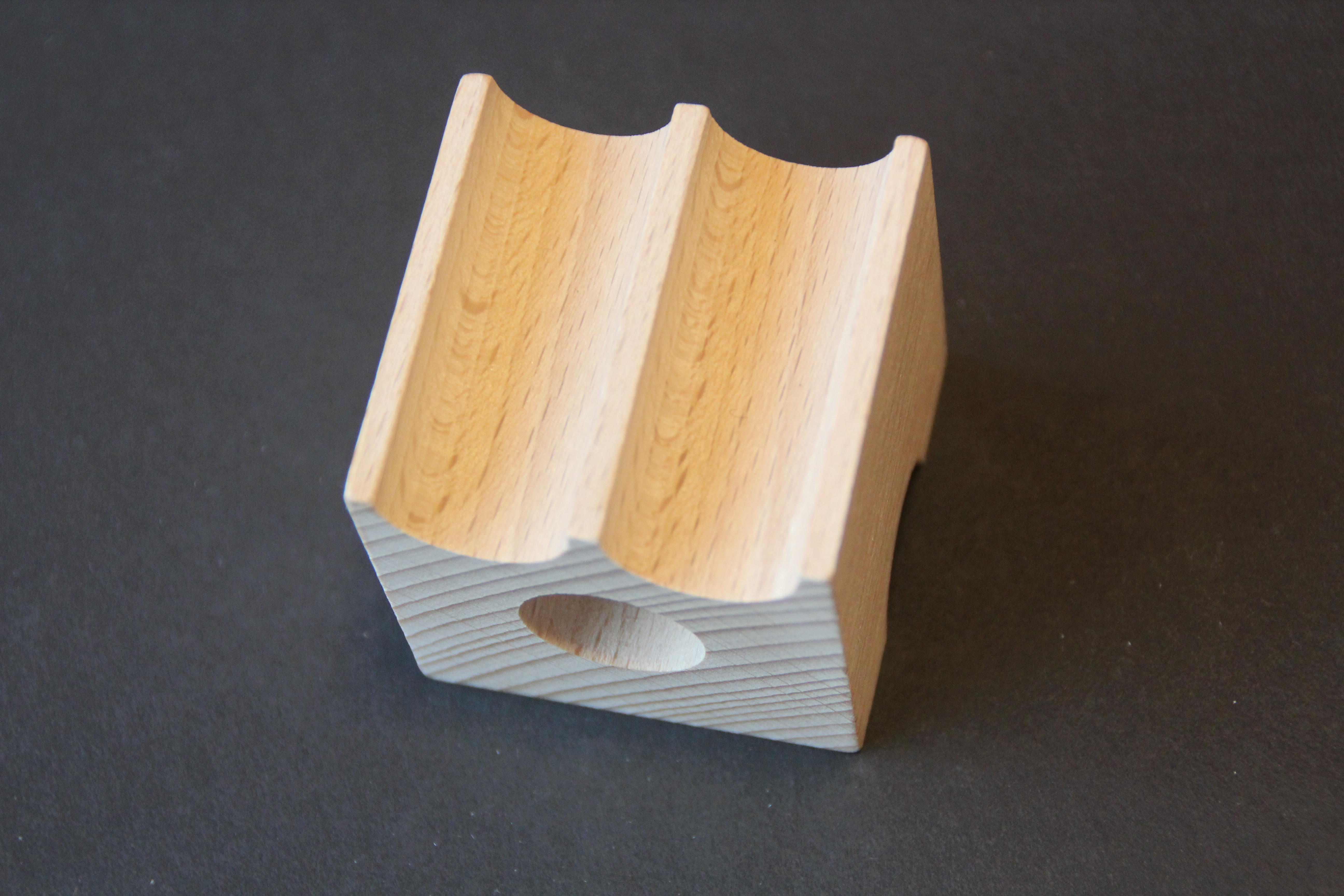
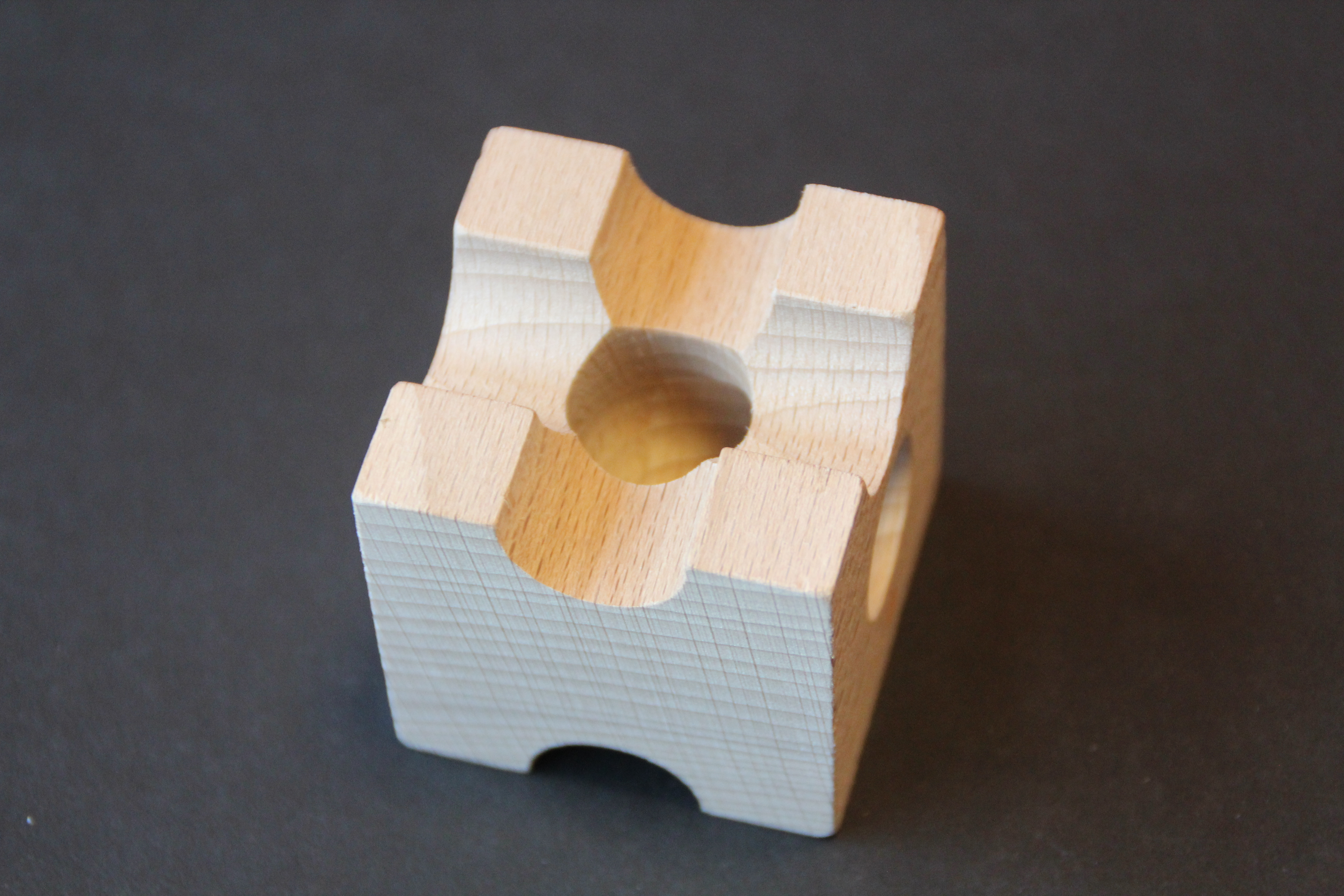
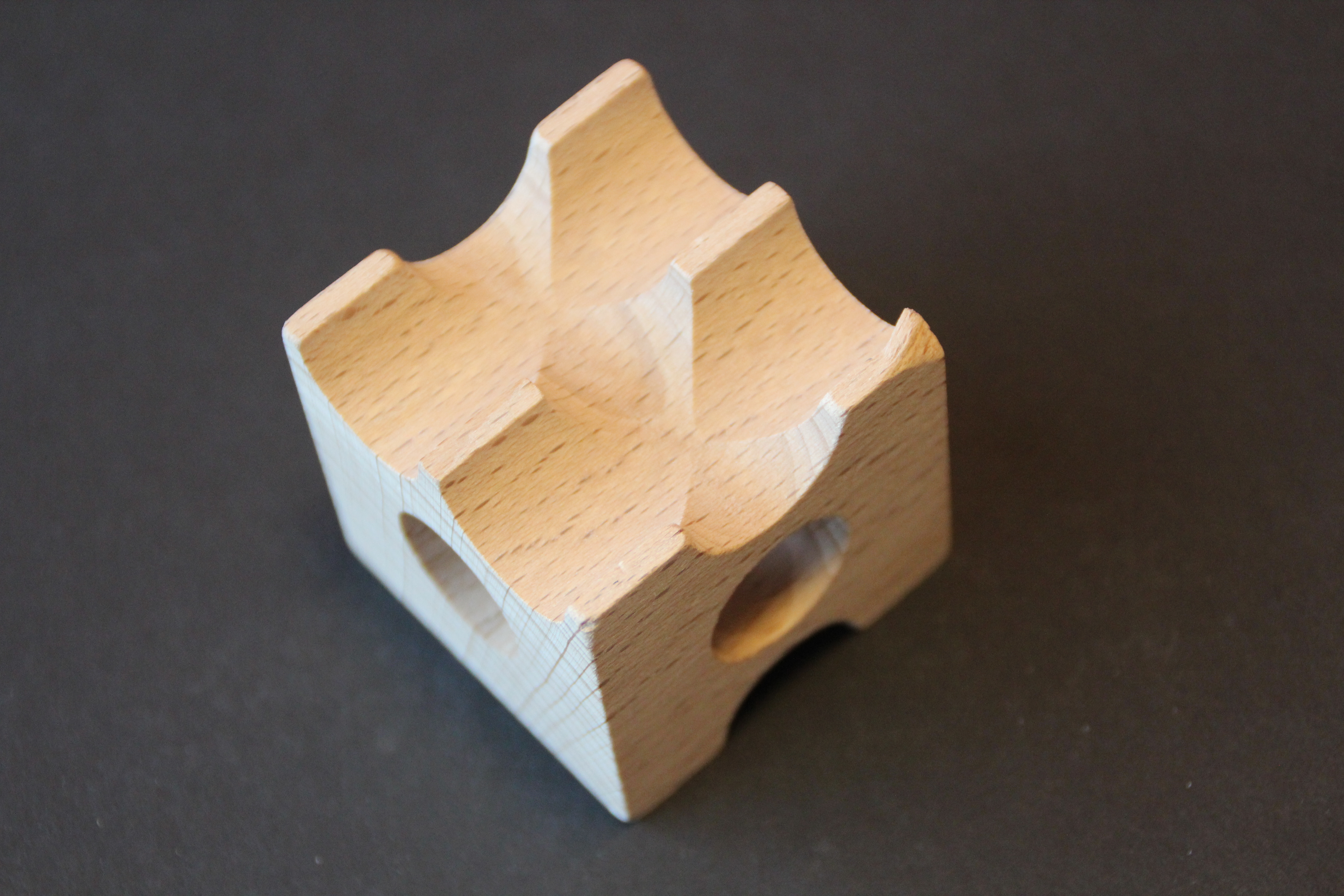
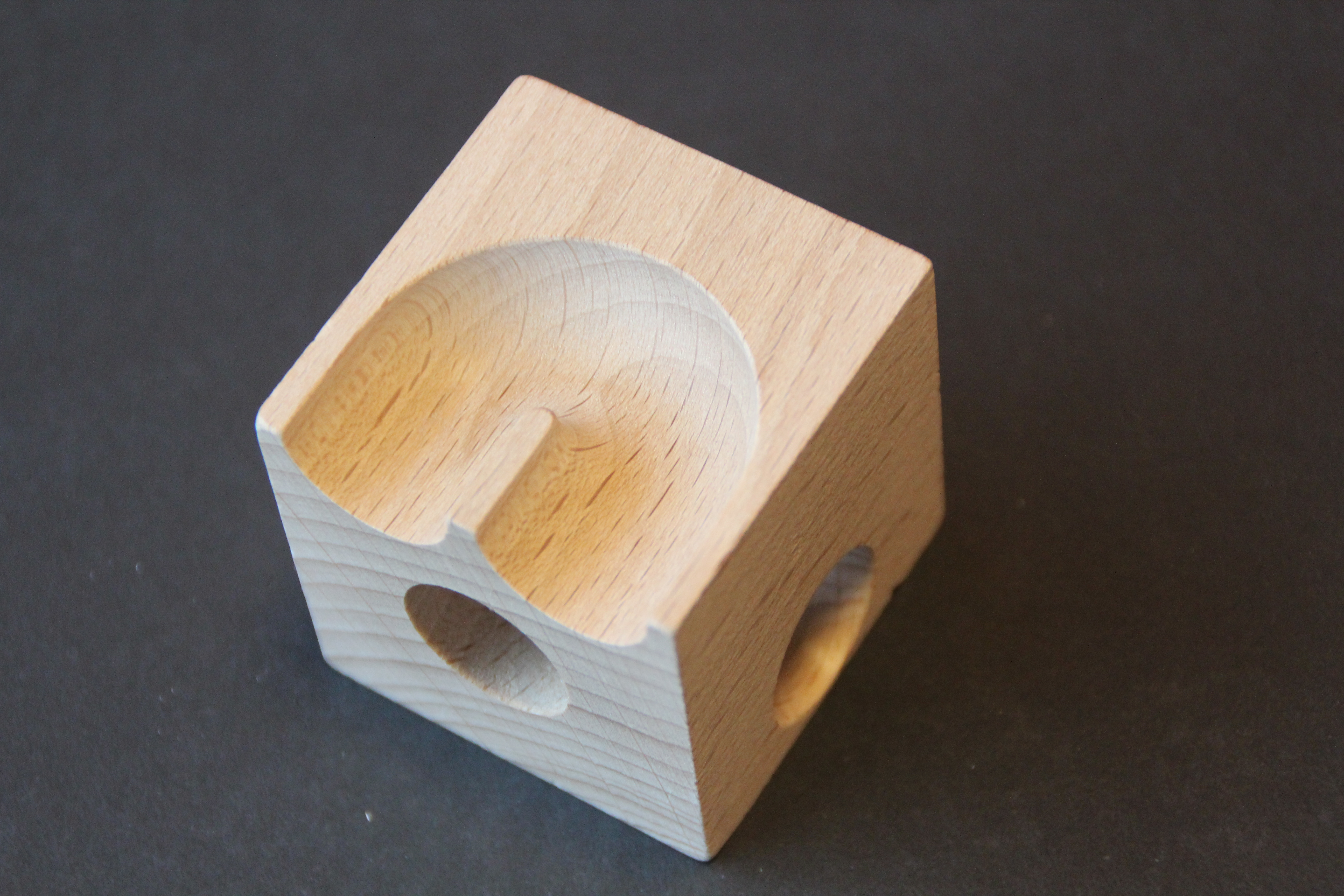
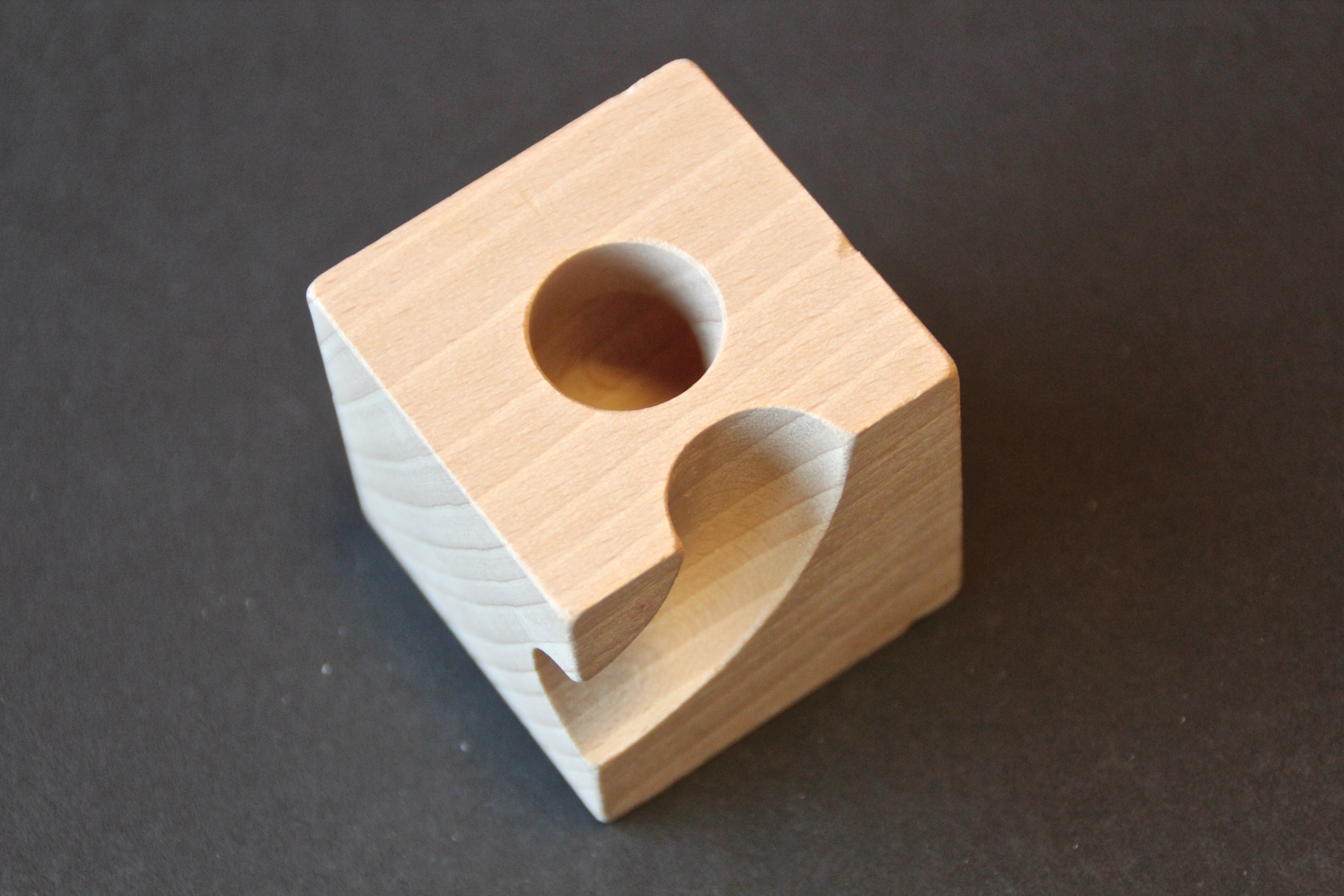
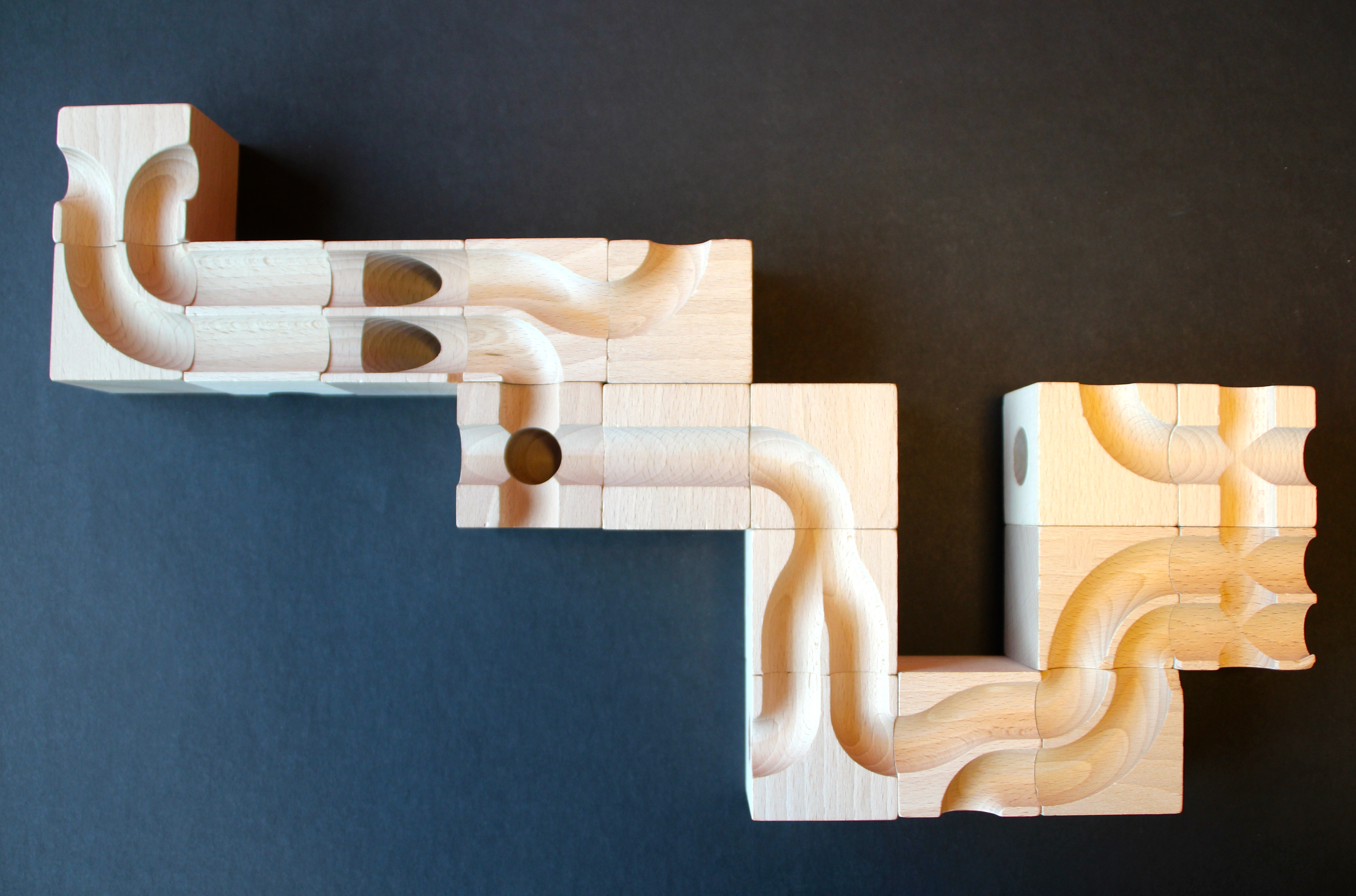
Kombination av moduler